# Бушуиха (станция)
Бушуиха — жд станция в Грязовецком районе Вологодской области.
Входит в состав Комьянского муниципального образования, с точки зрения административно-территориального деления — в Ведерковский сельсовет.
Расстояние до районного центра Грязовца по автодороге — 47 км, до центра муниципального образования Хорошево по прямой — 11 км. Ближайшие населённые пункты — Богослово, Бушуиха, Муравьево.
По переписи 2002 года население — 33 человека (15 мужчин, 18 женщин). Преобладающая национальность — русские (97 %).